# كاثرين هوفر
كاثرين هوفر (بالإنجليزية: Katherine Hoover) هي عازفة فلوت ‏ وملحنة أمريكية، ولدت في 2 ديسمبر 1937 في إلكينز في الولايات المتحدة، وتوفيت في 21 سبتمبر 2018.

## وصلات خارجية
- الموقع الرسمي
- كاثرين هوفر على موقع ميوزك برينز (الإنجليزية)
- كاثرين هوفر على موقع ديسكوغز (الإنجليزية)